# Władysław Bieniek
Władysław Piotr Bieniek (ur. 28 czerwca 1943 w Tuszowie Narodowym, zm. 6 marca 2023 w Tarnowie) – polski prawnik i samorządowiec, radca prawny, adwokat, w latach 1990–1994 prezydent Mielca.

## Życiorys
Jego rodzicami byli Jan i Antonina. Absolwent Liceum Ogólnokształcącego im. Stanisława Konarskiego w Mielcu oraz Wydziału Prawa i Administracji Uniwersytetu Jagiellońskiego. Początkowo pracował w Prezydium Powiatowej Rady Narodowej w Mielcu, następnie przez ponad 20 lat jako prawnik w WSK PZL Mielec. Zdobył uprawnienia radcy prawnego, w 1985 uzyskał wpis na listę adwokatów (od 1994 wykonywał zawód w ramach własnej kancelarii). Zasiadł również w radzie nadzorczej Fabryki Łożysk Tocznych w Kraśniku.
Związany z Klubem Inteligencji Katolickiej, kierował jego zarządem w Mielcu. Od 1989 do 1990 był przewodniczącym Komitetu Obywatelskiego „Solidarności” w Mielcu. W 1990 wybrano go do rady miejskiej Mielca. Od 13 czerwca 1990 do lata 1994 zajmował stanowisko prezydenta miasta. Związał się ze Stronnictwem Konserwatywno-Ludowym, od 1997 należał do jego władz w województwie rzeszowskim. W kadencji 1999–2002 zasiadał w radzie powiatu mieleckiego. Ponownie wybierano go do rady miejskiej Mielca w 2002 i 2006. W 2001 bezskutecznie kandydował z listy Platformy Obywatelskiej do Sejmu.
W 2018 odznaczony Krzyżem Kawalerskim Orderu Odrodzenia Polski.
Zmarł 6 marca 2023. Uroczystości pogrzebowe odbyły się 11 marca 2023 w kościele parafialnym pw. Ducha Świętego w Mielcu. Został pochowany na Cmentarzu Komunalnym przy ul. Królowej Jadwigi w Mielcu.